# Maanwagen (Apolloprogramma)

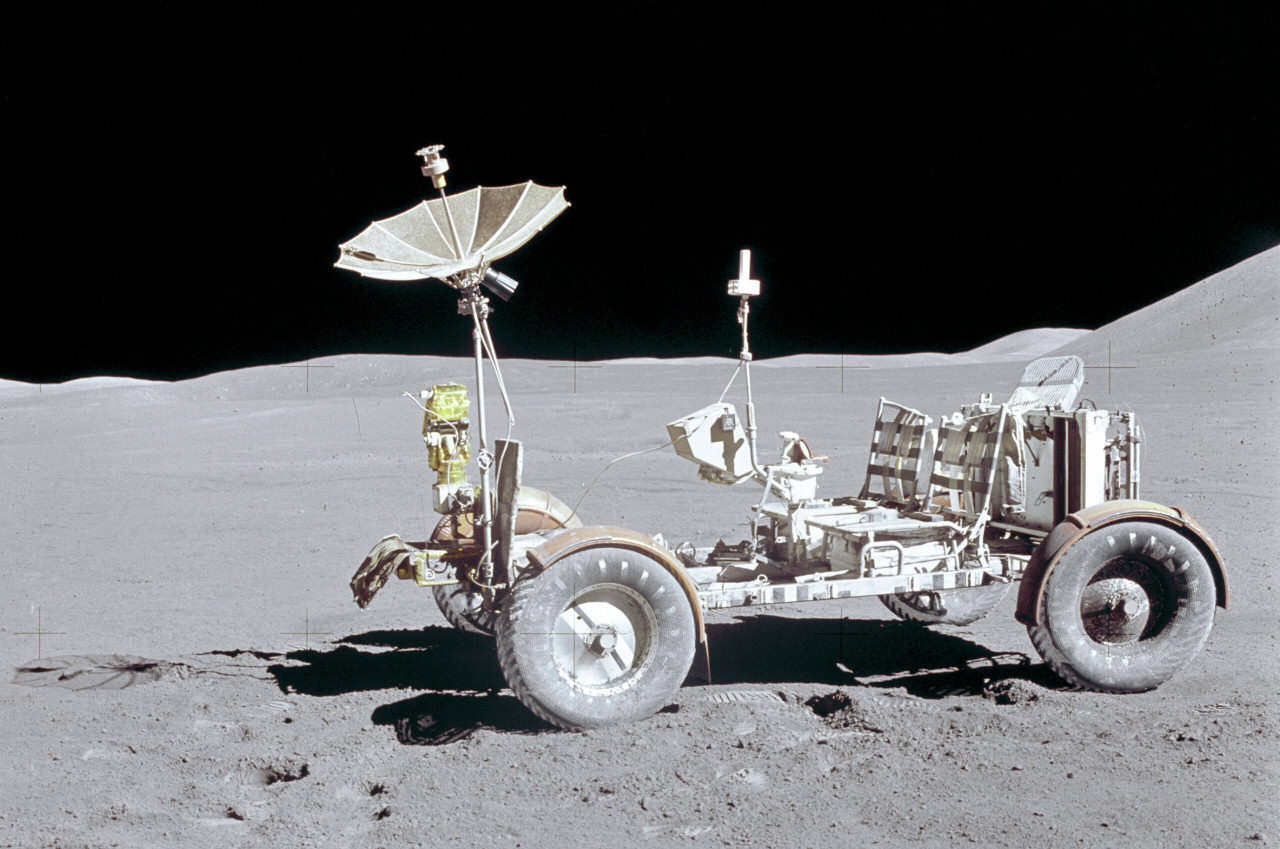
Maanwagen van de Apollo 15-missie

De Lunar Roving Vehicle (LRV) is een elektrisch voertuig, dat ontworpen is door NASA bij het Apolloprogramma voor gebruik op de Maan. In de Nederlandse taal is deze type rover algemeen gekend als de maanwagen. Tijdens de laatste drie Apollomissies in de jaren 70 werd een maanwagen meegenomen en na gebruik op de Maan achtergelaten.

## Grotere actieradius

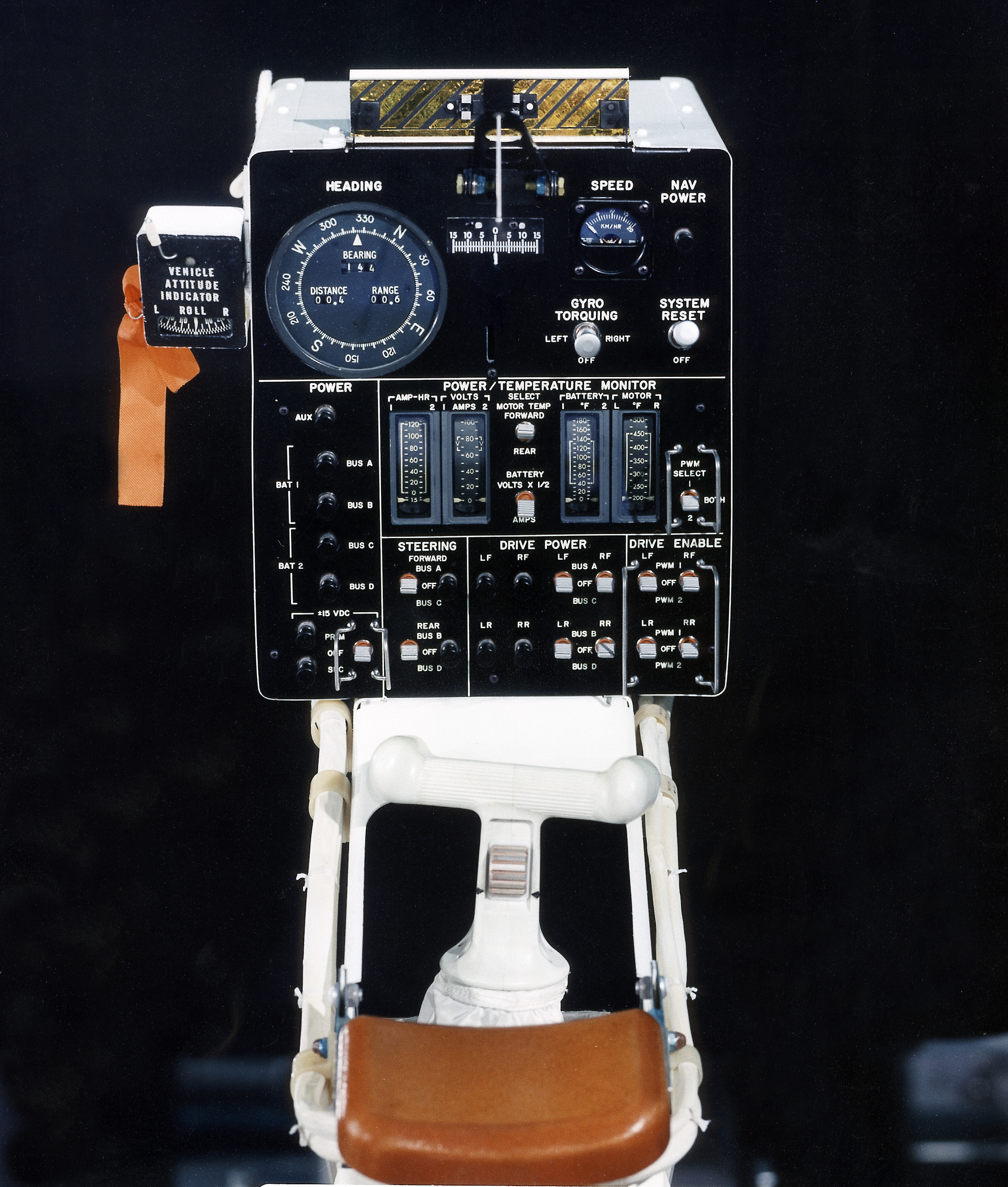
Dashboard met instrumentarium

De belangrijkste reden om een maanwagen naar de Maan te sturen was om aldus grotere afstanden af te kunnen leggen. Voorheen moesten astronauten altijd in de buurt van de maanlander blijven. Met de eerste maanwagen (Apollo 15) werd in ruim drie uur tijd een afstand van 27,8 km afgelegd. Tijdens de missie van Apollo 16 werd een vergelijkbare afstand afgelegd. De maanwagen van de Apollo 17 legde in 4 uur en 26 minuten in totaal 35,9 km af, waarbij de maximale afstand tot de maanlander 7,6 km was. Tijdens deze rondreisjes over de Maan werden vooral stenen verzameld om naar de aarde te brengen voor onderzoek.

## Uitvouwbaar ontwerp
Op enkele kleine aanpassingen na waren de drie maanwagens identiek. Ze hadden een lengte van 3,1 m, een wielbasis van 2,3 m en een massa van 210 kg. Op de maan wogen ze, door de geringere zwaartekracht, slechts 35 kg. Het chassis was grotendeels van aluminium en diende na het uitladen uit de maanlander te worden uitgevouwen. In opgevouwen toestand bedroegen de afmetingen 0,9 × 1,50 × 1,70 m. Het voertuig kon in 20 minuten rijklaar worden gemaakt en bood plaats aan twee personen in ruimtepak. Daarnaast was er ruimte voor communicatieapparatuur en te verzamelen maanstenen. 
Elk van de vier wielen had een eigen elektromotor (vermogen 0,18 kW) die werd aangedreven door een accu van 36 V. De besturing vond plaats met een joystick en de maximale snelheid bedroeg ongeveer 13 km/u. 
Het dashboard was voorzien van meters voor onder andere afgelegde afstand, snelheid, richting (zonschaduw, een kompas werkt op de Maan niet), acculading, temperatuur en een gyroscoop. De stoelen stonden in het midden van het voertuig. De wielen hadden een diameter van 81,8 cm en de banden waren van gevlochten staaldraad en 23 cm dik. Luchtbanden zijn in het vacuüm op de Maan minder geschikt. 
De maanwagens werden gebouwd door Boeing in opdracht van NASA.

## Hergebruik
Alle drie maanwagens zijn op het maanoppervlak achtergebleven. Door de afwezigheid van weersinvloeden en menselijke activiteit, staan ze er thans vermoedelijk nog net zo bij als ze begin jaren 70 zijn achtergelaten. Als er ooit weer mensen terugkeren naar de Maan met een verse accu, kunnen ze misschien direct weer gebruikt worden. In onderstaande tabel zijn de exacte locaties van de maanwagen weergegeven.
| Missie    | Jaartal | Locatie             |
| --------- | ------- | ------------------- |
| Apollo 15 | 1971    | 26,08° N - 3,66° E  |
| Apollo 16 | 1972    | 8,97° S - 15,51° W  |
| Apollo 17 | 1972    | 20,17° N - 30,77° W |

## Andere maanwagens
Technisch gezien mag elke rover die op de Maan wordt gebruikt ook een maanwagen worden genoemd. De Sovjet-Unie, de Volksrepubliek China en India slaagden hier ook in. Ook hun voertuigen staan er nog steeds.
- De Sovjet-Unie heeft tweemaal in de jaren 70 op een onbemande vlucht een Loenochod-maanwagen meegebracht.
- De Volksrepubliek China heeft bij hun onbemande maanmissies Chang'e 3 (2013) en Chang'e 4 (2019) telkens een Joetoe-maanwagen meegenomen.
- De Chandrayaan-3-missie in augustus 2023 had de Pragyan-maanwagen mee.

Andere pogingen zoals de maanwagen van de HAKUTO-R-missie van het Japanse bedrijf iSpace mislukten.